# Miles Straume
Miles Straume es un personaje ficticio perteneciente a la serie de televisión Lost e interpretado por Ken Leung. Miles fue presentado en el segundo episodio de la cuarta temporada, en donde es contratado para trabajar con Naomi. Los productores le pusieron ese nombre porque suena como maelstrom.

## Biografía del personaje ficticio

### Antes de llegar a la isla
Miles es un médium. Cerca del momento en que el Oceanic 815 es encontrado, va a la casa de una mujer y se comunica con su nieto muerto. Como resultado encuentra una gran cantidad de drogas y dinero. Se queda con el dinero pero a ella le devuelve la mitad de lo que le había pagado. Después, se revela que Matthew Abbadon eligió a Miles, junto con Charlotte, Daniel, y Frank para desempeñar una misión que lo lleva a la isla.
Miles se ve obligado a eyectarse del helicóptero durante una tormenta eléctrica.

### Después de llegar a la isla
Miles llega a la isla por primera vez el 23 de diciembre de 2004, después de que los sobrevivientes del Oceanic 815 lo contactan a él y a la tripulación del carguero. Le informa a Daniel que Naomi fue asesinada. Se dio cuenta porque ella usó la clave "dile a mi hermana que la quiero", que significaba que estaba de rehén. Se niega a revelarle a los sobrevivientes cualquier información personal, porque cree que mataron a Naomi. Después de comunicarse con una Naomi muerta, da crédito a la historia que decía que John Locke la había matado.
Más tarde, Sayid y Juliet los toman prisioneros. Se van a buscar a Charlotte, pero solo encuentran a Vincent. Después se reúnen con Frank y su helicóptero. Cuando se entera de que Juliet es una de los Otros, exige que le diga dónde se encuentra "él". Cuando es presionado por Jack para que les cuente a los sobrevivientes por qué él y su equipo vinieron a la isla, dice que su objetivo es encontrar a Ben.
Después, Miles se une a Sayid y a Kate en una expedición para rescatar a Charlotte de las garras del grupo de Locke. Locke los captura a los tres y después Sayid negocia un intercambio con Locke. Locke entrega a Charlotte y se queda con Miles como rehén.
Miles permanece bajo custodia en un varadero cerca de las barracas. Cuando Kate va a averiguar información sobre ella, él exige encontrarse primero con Ben. Kate engaña a Sawyer para que distraiga a Locke. Libera a Miles y lo lleva a la celda de Ben y le da un minuto para decirle lo que necesita. Miles le dice a Ben que le va a mentir a su gente y le va a decir que Ben está muerto, si le da 3.2 millones de dólares dentro de la semana, y que "se ocupará" de Charlotte, que sabe que Ben está vivo. Entonces Kate saca a empujones a Miles de la habitación y lo obliga a revelarle todo lo que sabe sobre ella. Entonces son descubiertos por Locke y Miles es llevado de vuelta al varadero.
Locke visita a Miles al día siguiente y le empuja una granada en la boca. Siempre y cuando mantenga la boca cerrada en el gatillo de la granada, no explotará. Entonces Locke lo deja solo en el verdadero y le dice que "disfrute el desayuno".
Al regresar a 1974 se entera de que el Dr. Chang es su padre. Más tarde, en la sexta temporada, es él
el que descubre cómo murió Jacob.
Al final, sale de la isla en el avión de Ajira pilotado por Frank Lapidus, junto a Claire, Kate, Sawyer y Alpert.